# Озерной (вулкан)
Озерно́й — базальтовый щитовой вулкан на Камчатке. Возраст по сравнению с горой Ахтанг, верхнечетвертичный.
Это сравнительно невысокий вулкан (абсолютная высота — 1021 м, относительная — около 300 м), размещающийся на юге фронтальной вулканической зоны Камчатки. Последнее извержение датируется голоценом.
Форма вулкана — пологий щит, вершина которого заканчивается шлаковой постройкой. В географическом плане вулканическое сооружение имеет несколько вытянутую в северо-восточном направлении форму с осями 6,5 × 3 км, площадью в 15 км². Объём изверженного материала ~2 км³.
Северное подножие вулкана в существенной мере перекрыто лавами вулкана Еловского.